# Sachkapital
Unter Sachkapital (oder Realkapital; englisch physical capital) versteht man in der Volkswirtschaftslehre die Investitionsgüter, soweit sie der Produktion und nicht dem Konsum dienen. Gegensatz ist das Geldkapital.
Das Sachkapital stellt den Produktionsfaktor Kapital im volkswirtschaftlichen Sinne dar. Ökonomen verwenden den Begriff Sachkapital für Gebäude, Maschinen, technische Anlagen, Werkzeuge oder Betriebs- und Geschäftsausstattung, die zur Produktion von Gütern und Dienstleistungen dienen. Werner Sombart verstand darunter 1928 alle Sachgüter, „in denen sich das Kapital jeweils niederschlägt“.
Der Begriffsinhalt wird nicht immer einheitlich verwendet. Manche Autoren verstehen Sachkapital und Realkapital als Synonyme, für andere wiederum umfasst Realkapital das Sachkapital und das Wissenskapital. Letzteres wird nach Klaus Spremann eingeteilt in Humankapital (Ausbildung, Wissen, Fähigkeiten und Kenntnisse der Mitarbeiter) und Strukturkapital (Fähigkeit, das Humankapital gewinnbringend umzusetzen). Der Ökonom Peter B. Kenen fasst Humankapital und Sachkapital zu Gesamtkapital zusammen.

## Verwendung in der Volkswirtschaftslehre
Sachkapital entsteht durch Investitionstätigkeit, Investitionen sind in diesem Sinne die Überführung von Geldkapital in Sachkapital. Ausgaben für Sachkapital sind entsprechend Investitionsausgaben. Die Nachfrage nach Sachkapital wird durch dessen Produktivität und die Höhe des Realzinses bestimmt. Als Investoren kommen Unternehmen in Frage, zum Teil auch der Staat etwa beim Bau von Autobahnen oder einer Abwasserbeseitigung (Sozialkapital). Investitionsgüter bestehen aus Gütern, die in früheren Produktionsprozessen hergestellt wurden. Deshalb nennt Eugen Böhm von Bawerk das Sachkapital auch „produzierte Produktionsmittel“.